# The Hidden Truth
The Hidden Truth er en amerikansk stumfilm fra 1919 af Julius Steiger.

## Medvirkende
- Anna Case som Helen Merrill
- Charles Richman som Charles Taylor
- Emma Campbell som Mrs. Collins
- Forrest Robinson
- Grace Reals som Mrs. Blake